# Liedboek

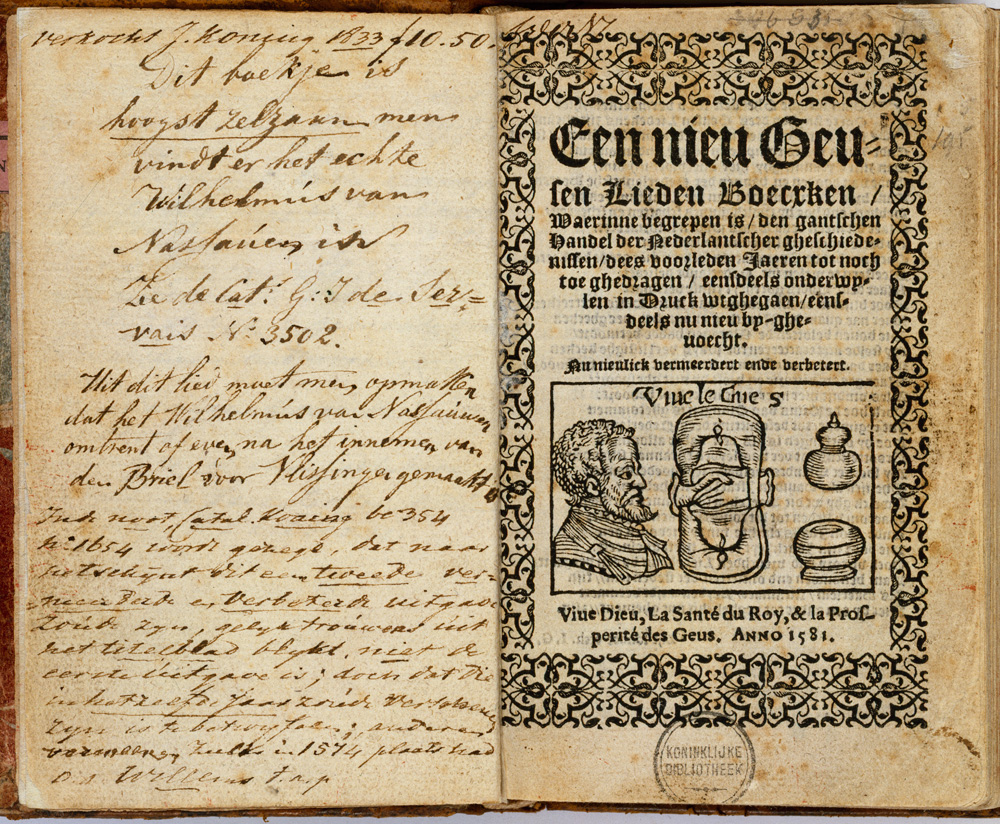
Titelblad van het Nieuw Geuzenliedboek (1581), exemplaar KB.

Een liedboek is een boek dat een verzameling liederen bevat. Naast liedteksten kan het boek ook muzieknotatie bevatten. Sinds de jaren 1990 wordt er aan een liedboek soms een cd toegevoegd, zodat de liederen in het boek ook kunnen worden beluisterd.
Een liedboek kan ook worden aangeduid met liedbundel, liederenbundel, zangboek of zangbundel. Een liedboek met enkel kinderliedjes wordt gerekend tot het genre kinderliedboek.
Bekende Nederlandstalige liedboeken waren onder meer het Antwerps liedboek (1544); Valerius' Gedenck-clanck (1626); Kun je nog zingen, zing dan mee (1906); en Pollmann en Tiggers' Nederlands volkslied (1941).

## Nederlandse liedboeken

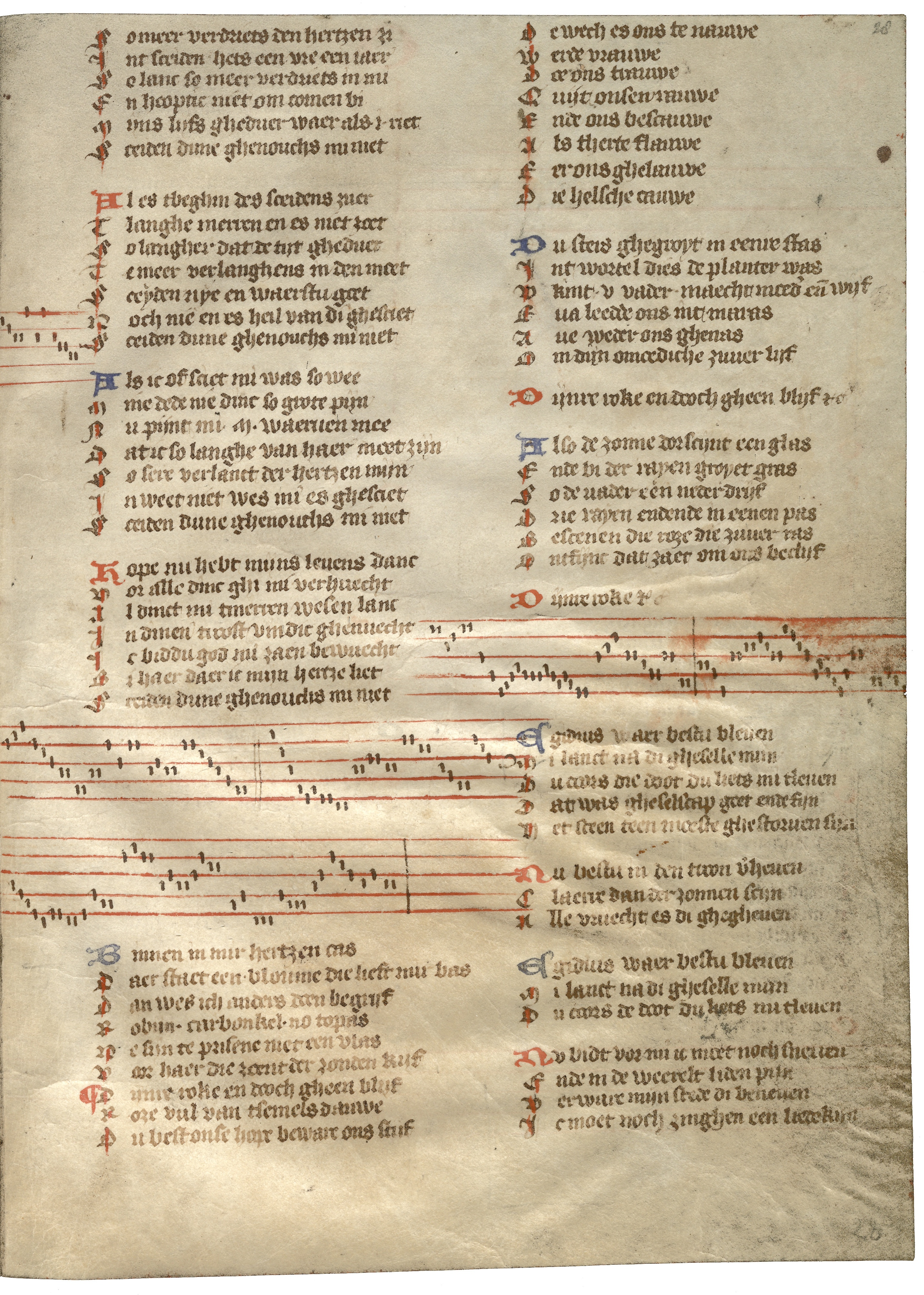
Fol. 28r van het Gruuthuse-handschrift (ca. 1400).

De oudste Nederlandse liedboeken stammen uit de Middeleeuwen. Het gaat dan in eerste instantie om handschriften, zoals het Gruuthuse-handschrift (ca. 1400), dat 147 liederen bevat.
In de zeventiende en achttiende eeuw zijn er duizenden Nederlandstalige liedboekjes gedrukt. De Koninklijke Bibliotheek in Den Haag bezit bijvoorbeeld een collectie van ruim 3000 liedboeken (waaronder de muziekbibliotheek van D.F. Scheurleer).
Liedboeken werden gebruikt om (met meerdere mensen) uit te zingen, bijvoorbeeld tijdens het werk (weefliederen, zeemansliederen, e.d.), in de vrije tijd (dansliedjes, kluchtliedjes, drinkliedjes, e.d) of met jaarfeesten (heiligenliederen, kerstliederen, enz.). Met de opkomst van de grammofoon en de radio, in de jaren 20 en 30 van de twintigste eeuw, verloren liedboekjes steeds meer hun betekenis.

### Volkslied en kunstlied

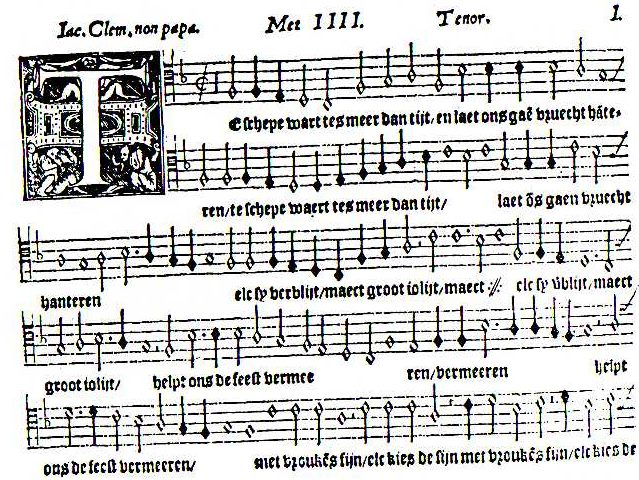
Tenorpartij van het meerstemmige lied 'Te Schepe Wart' van Jacobus Clemens non Papa, in het liedboek: Nievve Dvytsche Liedekens (1554).

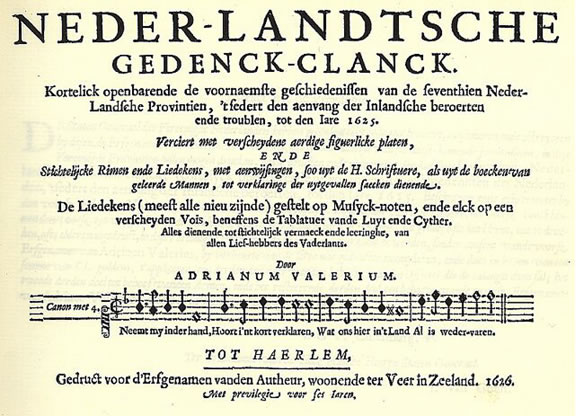
Adriaen Valerius, Neder-landtsche gedenck-clanck (1626).

Een liedboek kan een verzameling volksliedjes bevatten, waarvan geen auteur of componist meer bekend is. De auteur van het liedboek is dan hooguit de verzamelaar en/of samensteller van het liedboek. Volksliedjes zijn, voordat ze worden opgetekend, jarenlang of zelfs eeuwenlang mondeling doorgegeven. Ze kennen daardoor vele (regionale) varianten in tekst en melodie.
In de negentiende en twintigste eeuw zijn er verschillende grote verzamelingen volksliedjes uitgegeven, zoals Oude Vlaemsche Liederen, samengesteld door J.F. Willems (1848); Nederlandsche baker- en kinderrijmen, samengesteld door J. van Vloten (1871); en Het oude Nederlandsche lied, samengesteld door F. van Duyse (1903-08).
Op de tweede plaats kan een liedboek liederen bevatten van één of meer bekende auteurs en componisten (liederen die bedoeld zijn voor de actieve zangbeoefening). Het gaat dan om zogenaamde 'kunstliederen', liederen waarvan de auteur en componist bekend zijn.
Een bekend zeventiende-eeuws voorbeeld is het liedboek van G.A. Bredero, Boertigh, Amoreus en Aendachtigh Groot Liedboeck van 1622. Een recenter voorbeeld, een verzameling van negentiende- en begin-twintigste-eeuwse liedjes, is de bundel Kun je nog zingen, zing dan mee, samengesteld door Jan Veldkamp en Klaas de Boer van 1906. Deze liedjes zijn bedoeld om door het volk te worden gezongen. Na verloop van tijd kunnen populaire liedjes ook mondeling worden doorgegeven, waardoor er regionale varianten kunnen ontstaan en de auteur en componist vergeten raken. Kunstliederen kunnen zo in volksliedjes veranderen. Voorbeelden hiervan zijn: 'Er zaten zeven kikkertjes al in een boerensloot' (J.P. Heije en T. Steenhuis, 1843) en 'Zie de maan schijnt door de bomen' (J.P. Heije en J. J. Viotta, 1843).
Op de derde plaats zijn er ook uitgaven van tekst en bladmuziek van popliedjes, chansons/luisterliedjes, cabaretliedjes en dergelijke (met bekende auteur en componist), die oorspronkelijk zijn geschreven om te worden uitgevoerd door een bepaalde artiest of band (en in eerste instantie bedoeld waren om naar te luisteren). Hierbij spreekt men meestal niet van liedboeken, maar van bladmuziek, (bijvoorbeeld pianomuziek of gitaarmuziek).

### Geestelijk lied en wereldlijk lied
Globaal kan er bij liedboekjes een tweedeling worden gemaakt in liedboeken met geestelijke liederen en een liedboeken met wereldlijke liederen. Geestelijke liedboeken zijn bijvoorbeeld Een suverlyc boecxken (1508) en het Antifonarium Tsgrooten (1522), een koorboek met gebeden en gezangen.
Binnen de christelijke kerken worden zogeheten kerkelijke liedboeken gebruikt. Verschillende katholieke en protestante kerken in Nederland en Vlaanderen gebruiken verscheidene christelijke liedbundels, waaronder het Liedboek voor de Kerken (1973).

## Lijst van Nederlandstalige liedboeken
Deze lijst is chronologisch geordend naar jaar van verschijnen. Het gaat om een beperkte selectie, bedoeld als een eerste indruk.

### Middeleeuwen
- Hendrik van Veldeke, ca. 30 minneliederen rond 1170, bewaard gebleven in onder meer het Kleine Heidelberger Liederhandschrift
- Hadewijch, 46 strofische liederen rond 1240, bewaard gebleven in onder meer Hadewijchhandschrift A (ca. 1325-1350)[2]
- Het Gruuthuse-handschrift, ca. 1400 (ed. Heeroma en Lindenburg, 1966), hierin 147 liederen[3]
- Suster Bertken, Suster Bertkens boeck tractierende van desen puncten (Utrecht, 1516), hierin 8 liederen
- Een devoot ende profitelyck boecxken (Antwerpen, 1539), hierin 259 geestelijke liederen, waaronder heiligenliederen, Marialiederen en kerstliederen[4]
- De Souterliedekens, Nederlandse psalmvertalingen (Antwerpen, 1540)
- Het liedboek van Zeghere van Male (Brugge, 1542) is bekend om de vele bijzondere tekeningen.
- Een schoon liedekens Boeck (het Antwerps liedboek), uitgegeven door Jan Roulans (Antwerpen, 1544) (editie Vellekoop en Wagenaar 1972; editie 2004 met dubbel-cd)[5]

### Renaissance
- Dat ierste boeck vanden niewe Duytsche liedekens (Maastricht, 1554)
- Veelderhande gheestelicke Liedekens, ghemaeckt uut den ouden ende nieuwen Testamente (Emden, 1558)
- Philips Van Marnix Heere van St. Aldegonde, Het Boeck der Psalmen Dauids (Antwerpen, 1580)[6]
- Een nieu Geusen Lieden Boecxken Waerinne begrepen is, den gantschen Handel der Nederlantscher gheschiede-nissen, dees voorleden Jaeren tot noch toe ghedragen (1581)
- Aemstelredams, Amoreus lietboeck, nu nieus uutgegaen waer in begrepen zijn alderhande Liedekens, die in geen ander Lietboecken en staen, meest al met zijn voys oft wijse daer bi gestelt om alle droef heyt, melancolie te verdrijven (Amsterdam, 1589)[7]
- Jan Jansz Starter en Jaques Vredeman, Friesche Lust-Hof, Beplant met verscheyde stichtelyke Minne-Liedekens, Gedichten, ende Boertige Kluchten (Amsterdam, 1621)[8]
- G.A. Bredero, Boertigh, Amoreus en Aendachtigh Groot Liedboeck (Amsterdam, 1622)[9]
- D.R. Camphuysen, Stichtelycke Rymen (Hoorn, 1624)
- A. Valerius, Nederlandtsche gedenck-clanck (1626)[10]
- Haerlems Oudt Liedt-Boeck, Inhoudende Veele Historiale ende Amoureuse Liedekens (Haarlem, ca. 1640)[11]
- Het Brabandts nachtegaelken. Te weten, Minne-liedekens, Herders-sangen, ende Boertigheden. Uyt der muyten in 't licht gebracht tot lust der Juffrouwen (Brussel, 1650), uitgegeven door Jan Mommaert de jongere[12]
- De Olipodrigo bestaande in vrolijke Gezangen, Kusjes, Rondeeltjes, Levertjes, Bruilofs- en mengel-rijmpjes (Amsterdam, 1654)[13]
- Willem Sluyter, Psalmen, lof-sangen, ende geestelike liedekens, op lees- ende sangh-mate gerijmt (Deventer, 1661)[14]

### Achttiende en negentiende eeuw
- Thirsis Minnewit. Bestaande in een versameling van de aangemaaste Minne-Zangen En Voysen (Amsterdam, 1708)
- Oude en nieuwe Hollantse Boeren Lietjes en Contredansen (Amsterdam, 1709)
- De vroolyke speelpop of de berg van weelden (Amsterdam, 1730)
- 't Groot Hoorns, Enkhuyzer, Alkmaarder en Purmerender Liede-Boek (Amsterdam, ca. 1762)
- De Amsterdamsche kermis-vreugd. Zingende, by die gelegenheid, de aldernieuwste Liederen (Amsterdam, gedrukt door S. en W. Koene, 1793)[15]
- De vrolyke Zee-Man, Verheugd over de vrye Zeevaart, Zingende alle de Nieuwste Liedjes, welke hedendaags gezongen worden, Alle op Bekende Wyze (Amsterdam, gedrukt door S. en W. Koene, 1802)[16]
- Het vroolijke bleekersmeisje (Amsterdam, 1810)
- Holländische Volkslieder, verzameld door A.H. Hoffmann von Fallersleben (1833) - 2e druk in 1856 als: Niederländische Volkslieder
- Oude Vlaemsche liederen, samengesteld door J.F. Willems (Gent, 1846)[17]
- Oude en nieuwe liedjes, bijeen verzameld door F.A. Snellaert (Gent, 1852)
- Chants populaires des Flamands de France, samengesteld door E. de Coussemaker (Gand, 1856)
- Chants Populaires flamands, samengesteld door A. Lootens en J.M.E. Feys (Brugge, 1879)
- Nederlandsche liederen uit vroegeren tijd, samengesteld door J.H. Scheltema (Leiden, 1885)
- Nederlandsche baker- en kinderrijmen, samengesteld door J. van Vloten (Leiden, 1871; 4e vermeerderde druk 1894)
- Nederlandsch Liederboek, uitgegeven door het Willems-Fonds (Gent, Boekhandel J. Vuylsteke 1891, dl 2 1892; herdrukken 1914 en 1929)
- Honderd oude Vlaamsche liederen samengesteld door Jan Bols (Namen, 1897)
- Liederboek van Groot-Nederland. Eerste Boek. Studenten-liederboek van Groot-Nederland, verzameld door F.R. Coers Frzn. (Utrecht, ca. 1897; deel 4 ca. 1901/02)

### Twintigste en eenentwintigste eeuw
- Het oude Nederlandsche lied, samengesteld door F. van Duyse ('s-Gravenhage/Antwerpen, 1903-08, 4 dln.)[18]
- Kun je nog zingen, zing dan mee, samengesteld door Jan Veldkamp en Klaas de Boer (Groningen, 1906; meer dan 40 maal herdrukt)[19]
- Nederlandsch volksliederenboek, samengesteld door Daniël de Lange, Jhr. J.C.M. van Riemsdijk, G. Kalff (1913)[20]
- Zangbundel voor het Nederlandsche Leger, uitgegeven op last van den minister van oorlog (ca. 1918)
- Suid-Afrikaanse volkspoësie, samengesteld door S.J. du Toit (Amsterdam, 1924)[21]
- De lijster, samengesteld door P. Tiggers (1925) - gevolgd door De merel (1927), De wielewaal (1931) en Bonte vlucht (1938)
- Zangzaad voor kampeerders 1, samengesteld door Jan Waldorp en Boy Wolsey (Baarn 1928; 15de druk zj). (Deel 2: Baarn 1930; 11de druk zj)
- Liederen Leeft!, uitgave van den Nederlandschen Bond van Volkshuizen. - Rotterdam z.j. [plm 1930]
- Oude en nieuwe Groninger liederen, samengesteld door P. Groen (Delft, 1930)
- De Vlaamsche Zanger, samengesteld door M. Coune, 'met medewerking van den Limburgschen Studentenbond' (Heers, 16e druk 1930)[22]
- Het blonde riet, samengesteld door J. Pollmann (1931) - gevolgd door Het lachende water (1935) en De blijde bongerd (1938)
- Het straatlied. Een bundel schoone historie-, liefde- en oubollige liederen, samengesteld door D. Wouters en J. Moormann (Amsterdam, 1933)
- Jan Pierewiet, samengesteld door Boy Wolsey (Assen, 1933; 20ste druk in 1972)
- Afrikaansche Mieliepitten 'n bundeltje Afrikaansche liedjes verzameld door Trekker (J.H. De Bussy, Amsterdam 1934)
- Limburgsche liederen, samengesteld door Lambrecht Lambrechts (1936-1937)
- Terschellinger volksleven, samengesteld door Jaap Kunst (Den Haag, 1937)
- Het levende lied van Nederland, samengesteld door Jaap Kunst (Amsterdam, 1938)
- Nederlands volkslied, liederen en canons verzameld door Jop Pollmann en Piet Tiggers (Haarlem, 1941; 19e druk in 1977)
- Zing mee! Een keuze van 500 Vlaamsche Folkloristische Liederen, spelen, ronden en reidansen, samengesteld door Laura Hiel (Brussel, ca. 1941-42)
- Liederen en dansen uit West-Friesland, samengesteld door D. Veurman en D. Bax ('s-Gravenhage, 1944)
- Socialistische Liederenbundel, samengesteld onder de auspiciën van de Bond van Arbeiderszangverenigingen in Nederland (De Arbeiderspers, ca. 1946)
- De brulboei, een bundel Hollandsche zeemansliedjes, samengesteld door Jaap Moulijn en J.A.C Faber (Baarn 1946, herdrukt in 1948)
- De brulboei 1, kampeer- en trekkersliedjes, woorden en muziek van P.J. Kuipers (uitgave Nederlandsch Instituut voor Handelsvoorlichting, Den Haag; gedrukt te Brussel, z.j.)
- 't Merelnest, Hans M. Scheiffes, teksten Frans van Oldenbourg Ermke ('Nederland-vaderland', 'Kinderliedjes', 'Arbeidsliederen', Polyphone liedzettingen', 'Kalender', 'Oud-vaderlandse wijsheid, canons') (Utrecht 1947)
- De grote klok een bundel liederen, canons en volksspelen voor het feestjaar 1948, (uitgave Nederlandse Jeugd Gemeenschap, Amsterdam)
- Den brembos, Harrie Beex en Floris van der Putt (1950)
- Heer Halewijn, samengesteld door Dirk Aijelt Wumkes en Jan Reinders (Assen, 1953; 10de druk 1970)
- Prisma liederenboek, samengesteld door Marie Veldhuyzen (1958, 11e druk 1981)
- Zing! 135 liederen en canons, samengesteld door L. van Gemert (Alkmaar, 1959)
- Oude en nieuwe Hollantse boerenlieties en contredansen, samengesteld door Marie Veldhuyzen (1972)
- De kist van Pierlala: straatliederen uit het geheugen van Nederland, red. L.P. Grijp en M. de Bruin (2006)

## DBNL
Een groot aantal historische liedboeken zijn integraal online in te zien op de website van de Digitale Bibliotheek voor de Nederlandse Letteren (DBNL). Van bovenstaande liedboeken is in de voetnoten, indien beschikbaar, een link naar de uitgave in de DBNL opgenomen.